# Rentjärnen (Älvdalens socken, Dalarna)
Rentjärnen är en sjö i Älvdalens kommun i Dalarna och ingår i Dalälvens huvudavrinningsområde.